# プロトン・サガ
サガ (SAGA)は、プロトンが製造販売している自動車である。

## 初代 (1985-2008年)
1985年7月9日に発売。このモデルは、1980年代初頭にマハティール・ビン・モハマド元首相が提唱した国民車構想に基づき、プロトン社が生み出した初めての乗用車となった。もっとも、ゼロから国民車が作れるわけもなく、業務提携先の三菱自動車の三菱・ランサー（ミラージュ）を元に造られている。エンジンは1300cc（4G13型）と1500cc（4G15型）をセダンタイプのボディに搭載していた。ランサーとの主な相違点はフロントグリルをはじめ、全く別物のテール周辺のデザイン、ヒーターが省略される代わりに全車種に標準装備された非常に強力なエアコン（クーラー）、フロントの部分強化ガラス（2代目ミラージュバン前期型や一部輸出向けと同じく、コストダウンが図られている）、独自のデザインのダッシュボードなどであった。
マレーシア政府が、輸入車に対して200%もの関税を設定するなど、この「国民車」に手厚い保護を加えたこと、サガ自体も信頼性が高くリセールバリューも良く維持され、1モデル前のカローラやサニーなどの中古車を買うよりも安価な買物であったことから、マレーシア国内においては十分な競争力を持ち、大ヒットした。発売の翌年には、マレーシア国内の市場占有率が50%を超している。
また、旧宗主国のイギリスや隣国シンガポールを中心に輸出も開始され、旧ソ連や東欧製の乗用車と低価格車市場で戦い、順調に販売を伸ばした。なお、英国向け仕様車にはヒーターやデフロスターが装備されるためかランサー（ミラージュ）と共通のダッシュボードが与えられていた。

### 変遷
デビュー当初のバリエーションは1300cc5速MTの「1.3S」、1500cc5速MTの「1.5S」、1500cc3速ATでパワーステアリング、前席パワーウィンドウを装備するトップモデルが「1.5i」と呼ばれた。1989年にはプロトン社独自デザインの5ドアハッチバック版、「エアロバック」が追加された。このエアロバックは、ダイハツ・アプローズのように一見セダンのように見えてハッチドアを持つ構造となっている。
1990年にはエンジンがSOHCのまま12バルブ（1気筒あたり3バルブ）化され、「メガバルブ(Megavalve)」のサブネームが与えられ、フロントグリルの開口部が広げられ、シート地も新しくされた。フォーマルカー向けに7人乗りリムジンやロングホイールベース版もこの時期に少数生産され、国産車愛用をアピールしたい政治家や公的企業で使用された。
1992年には車体前後のデザインが大幅に変更され、「プロトン・サガ・イスワラ(Iswara)」に改名された（イスワラはサラワク州に生息する蝶の名前である）が、機構的な変更は無かった。例外は、ウィラのデビュー直前に、4速ATやMPI燃料噴射システム、英国版や三菱と同じダッシュボードを持つ、輸出仕様車とほぼ同じスペックのモデルがマレーシア国内向けにも限定販売されたことであった。
翌1993年、二世代後のランサー（ミラージュ）ベースにした新しいウィラが登場すると、サガ・イスワラは「1.3S」と「1.5S」のセダンとエアロバックに絞られ、廉価版やタクシー向けとして生産が続行された。途中2001年にはマイナーチェンジを受け、エアロバックには若者受けを狙ったスポーティ版が投入された。
2003年には最後のフェイスリフトを受け、再び単に「サガ」と呼ばれるようになった。このビッグマイナーでエアロバックに1本化される。オドメーター、燃料計、温度計からなるデジタル表示を提供する新設計のダッシュボード、メータークラスターで、完全に再設計されたインテリアが特徴。赤・ブラック基調の内装。エクステリアはフロントグリル、フォグランプとヘッドライト、テールライト、バンパー、サイドスカートとリアスポイラー。リアナンバープレートブラケット等のデザインも一新。エンジンは4,000rpmでトルクの6,000rpmと109Nmで83馬力（62キロワット）を発生する三菱製1.3L直4 4G13型・SOHC12バルブエンジン搭載。 変速機は5速マニュアルトランスミッションのみ。パワーステアリングがなく、ブレーキは前ディスク後ドラム。14インチアルミリムのためのオプション。エアバッグやABSも新たに装備。ボディカラーはグレーと黒、赤、ダークブルー。
2012年には一般ユーザーが所有するイスワラをレストア、アップグレードを施工した。

## 2代目 (2008-2016年)
2008年1月18日、23年ぶりのフルモデルチェンジにより発売開始。コードネームBLM（Base Line Modelの略）として開発されていたサブコンパクトセダンであり、プロトンのエントリーモデルとなる。プラットフォームはサヴィをベースにホイールベースを延長したものを使用している。
エンジンはプロトンとロータスが共同開発したカンプロIAFMエンジンの1.3L・DOHC16バルブを搭載。後に1.6L・DOHC16バルブを搭載したグレードも追加されている。トランスミッションは5速MTと4速ATがラインナップされた。
グレードは3タイプ（N-ライン、B-ライン、M-ライン）用意され、ライバルであるプロドゥアからシェアを奪還する狙いもあって、再廉価グレードのN-ラインの価格は31,500リンギットに設定された。

### フェイスリフト
2010年11月、タイ国際モーターエキスポ2010にて大幅なフェイスリフトを受けたサガが初公開された。翌12月15日、本国マレーシアでサガFLとして発表され、発売開始された。
エクステリアではヘッドランプ、グリル、前後バンパー、テールランプ、エンジンフード、アロイホイールのデザインが変更され、特にヘッドランプは横長のデザインが採用されてフロントマスクの表情は一変した。シグナルランプはドアミラーに移され、テールランプ共々LED化された。また、新色が2色追加されて車体色は5色が選べるようになった。
インテリアではダッシュボードの助手席側にあったティッシュ箱状の小物入れが廃止されて、エアバッグの収納スペースとなったほか、シートのファブリックのパターンも一新された。運転席側ドアにはリアドアのパワーウインドウスイッチがついた。
グレードは従来の3タイプから2タイプ（スタンダードとエクゼクティブ）に集約された。前後パワーウインドウとMP3オーディオは全車で標準装備された。エクゼクティブはさらにフロントデュアルエアバッグ、ステアリングホイールのオーディオスイッチ、電動ドアミラーなどが標準装備となる。
2011年7月26日、サガFLX 1.3Lが発表された。FLではパワートレーンの変更は行われなかったが、FLXでは従来の4ATに代わって新開発の6速マニュアルモード付きCVTが搭載され、市街走行時で4%、高速走行時で10%の燃費向上が図られた。また、5MTも愛知機械工業製に代わってゲトラグ製が採用された。エクゼクティブでは新たにABSと電子制御ブレーキシステム(EBD)が標準装備となった。この他、車体色に新色が追加された。
2011年11月30日には、1.6LエンジンとCVTを組み合わせたサガFLX SEが発表された。
2012年1月には東京オートサロンに後期型サガをベースとするサガR3コンセプトが出展された。
2013年6月15日、サガの最廉価グレードかつプロトンの最廉価車種となるサガSVが発表された。なお、この車種は先に行われたASEAN NCAPテストで3つ星を獲得している。サガSVは発売3週間で8,000台を超えるバックオーダーを抱えている。

## 3代目 (2016年-)
2016年9月に販売を開始した。

## 車名
「SAGA (サガ)」は、英語で「武勇談、冒険談、大河小説、年代記」を意味する。